# Sally Nyolo
Sally Soleïnie Nyolo, nota come Sally Nyolo (Monatélé, 1965), è una cantante, cantautrice e produttrice discografica camerunese.
Attiva nel campo della World Music, ha fatto parte del gruppo belga-zairese Zap Mama, e come solista ha pubblicato sette dischi. Inoltre ha partecipato a numerosi album come corista, cantante, compositrice o produttrice con la sua etichetta "Tribal Production".

## Biografia
Sally Nyolo proviene dal sud del Camerun, dal villaggio di Eyen-Meyong nella regione di Lékié, a 70 chilometri a ovest di Yaoundé. All'età di 13 anni Sally lascia il Camerun per Parigi cominciando, tra il 1982 e il 1994, a cantare in numerosi gruppi musicali e come corista con molti artisti francesi o africani tra cui Jacques Higelin, Sixun, Nicole Croisille, Touré Kunda e Princess Erika.
Come compositrice comincia la sua carriera nel 1991, scrivendo la musica dello sceneggiato radiofonico "Le jeune Joseph" trasmesso su France Culture. L'anno seguente il produttore Philippe Souaille la contatta per lavorare sulla colonna sonora del film Ashakara di Gérard Louvain, per il quale compone il brano "Semengue".
Nel 1993, Sally mette insieme un suo gruppo e comincia a suonare nei locali parigini. In agosto viene invitata al Festival della World Music WOMAD di Peter Gabriel e, l'anno dopo, registra per l'etichetta Real World un primo album con quattro brani, tra i quali "Djini Djome".

### Zap Mama
Segue poco dopo l'incontro con Marie Daulne, leader del gruppo belga Zap Mama, in seguito al quale accetta di entrare a far parte di questo ensemble polifonico vocale. Sally scrive Les Mamas des Mama, che compare nel secondo album del gruppo Sabsylma del 1993 (Crammed Discs). Con le Zap Mama inizia anche un Tour durante il quale vengono registrati due live, in Giappone e a Montreux.

### Carriera solistica
Nel 1996 Sally scrive e registra il suo primo album da solista, Tribu, pubblicato dall'etichetta Lusafrica, che compone nella sua lingua natale, l'Eton, appartenente al gruppo delle lingue Bantu.
Nel giugno 1997 il suo primo album Tribu vince il premio "prix Découverte 97" di Radio France Internationale, assegnatole da una giuria presieduta da Manu Katché. L'album è un successo internazionale, in particolare negli Stati Uniti, raggiungendo le 300 000 copie vendute.
Nel 1998 esce il suo secondo album Multiculti, cui segue una tournée in Europa, negli Stati Uniti e in Canada. Segue nel 2000 il suo terzo album Beti, il cui titolo deriva dal nome di una tribù africana. Registrato in parte in Camerun, l'album cerca di catturare l'essenza del Bikutsi, musica e ritmo nati nelle regioni boscose del centro del paese. Nella primavera dello stesso anno parte il tour seguente all'uscita dell'album, in Francia, Germania e Québec, con un passaggio nel suo paese d'origine in occasione dei "Rencontres Musicales" a Yaoundé.
A marzo del 2001 interpreta il brano Que serais-je demain? con il gruppo femminile Les Voix de l'espoir di Princess Erika. Segue un nuovo tour europeo in Francia, Spagna, Italia, Portogallo e Svizzera.

### ZaïoneeStudio Cameroon
Nell'ottobre del 2002 esce Zaïone, suo quarto album, intitolato a suo figlio nato l'anno precedente, nel quale reinterpreta le sonorità bikutsi in una serie di duetti con altri artisti come Nicoletta, Nina Morato, Muriel Moreno o Jean-Jacques Milteau. Il primo singolo tratto dall'album è "Jah Know", in cui duetta con la sua compatriota Princess Erika su ritmi reggae.
Seguono nuovi concerti a Parigi, Germania e Svizzera, e una partecipazione al club Quattro di Tokyo nell'ambito della Settimana della Francofonia. Ormai la sua carriera ha sempre di più una dimensione internazionale: dopo i concerti tenuti a Douala durante Festival Internazionale delle voci femminili "Douala Massao" riparte in un tour che tocca l'Italia, il Belgio e Londra, in occasione dell'African Music Festival. Il cantante brasiliano Martinho da Vila la invita per un duetto sul suo album "Conexoes".
A marzo del 2005, Sally prende parte a Pushkin di David Murray, progetto presentato al Festival Banlieues Bleues di Parigi. Nel mese di giugno, apre uno studio a Yaoundé e crea la sua casa di produzione, la "Tribal Production", per prendere parte allo sviluppo della scena musicale camerunese. Nel 2006 esce un primo album di artisti camerunesi dal titolo Sally Nyolo & The Original Bands of Yaoundé / Studio Cameroon (World Music Network).

### Mémoire du Monde,La Nuit à FébéeTiger Run
Nel 2007 esce Mémoire du Monde e nel 2011 La Nuit à Fébé, pubblicato dalla RCA/SonyMusic. Questo disco, composto tra Francia e Camerun, vede la collaborazione di amici di lunga data come il batterista ivoriano Paco Sery, il musicista di assiko Robert Ngwé e Guizmo dal gruppo francese Tryo. Sull'album è presente il brano “Stolen by Night”, scritto dal compatriota Blaise N'Djéhoya e dal sassofonista americano David Murray.

Il disco rappresenta una miscela di Bikutsi con diversi altri generi musicali, ed è cantato in Francese, Inglese e nella sua lingua madre Eton.

Nel 2012 Sally Nyolo ha ricevuto il premio "USA Songwriting Competition World Music Award" per la sua conzone “Ombomo” e nel 2013 la decorazione di "Chevalier de l'Ordre de la Valeur" da parte del presidente del Camerun.

Nel 2014 Sally completa il suo settimo album in studio, "Tiger Run", firmando per l'etichetta inglese World Music Network.

## Discografia

### Album in studio da solista
- 1996 – Tribu (Lusafrica)
- 1998 – Multiculti (Lusafrica)
- 2000 – Béti (Lusafrica)
- 2002 – Zaïone (Lusafrica)
- 2007 – Mémoire du Monde (Pias/Cantos)
- 2011 – La Nuit à Fébé (Sony/RCA)
- 2014 – Tiger Run (World Music Network / Riverboat)

### Album in studio con Zap Mama
- 1994 – Sabsylma (Remark Records)

### Partecipazione ad altri Album
- brano "Tombé Mal" sull'LP "Ce que l'on sème" dei Tryo;
- brano "Yangogo" sull'LP "Désert Rebel";
- brano "Les contes de minam" sull'LP "Manguealizé Papaye";
- brano "Exilé" sull'LP "l'Afrikain" di Lord Ekomy Ndong;
- brano "L'un avec l'autre" sull'LP "Francophonies";
- brano "Ô nega" sull'LP "Conexões" di "Martinho da Vila";
- brano "Que serai-je demain?" sull'LP "Les voix de l'Espoir";
- brano "No Mélène Me Ziga Nda" sull'LP "Yannick Noah" di Yannick Noah;
- brano "Tilma" sull'LP "Drop the debt";
- brano "Deixa Como está" sull'LP "MPB Conexões" di Ricardo Vilas;
- "Wambi le chasseur d'antilopes" (Libro-CD, Actes Sud, 2001).

### Album come produttrice
- "Studio Cameroon" di Sally Nyolo and the original bands of Yaoundé;
- "Mvetkora" di Sally Nyolo and Djeli Moussa Diawara;
- "LP "Les perches du Nil" di "Dan Ar Braz";
- "Teï Molo" di Anyango.